# Loig Troël
Pour les articles homonymes, voir Troël.

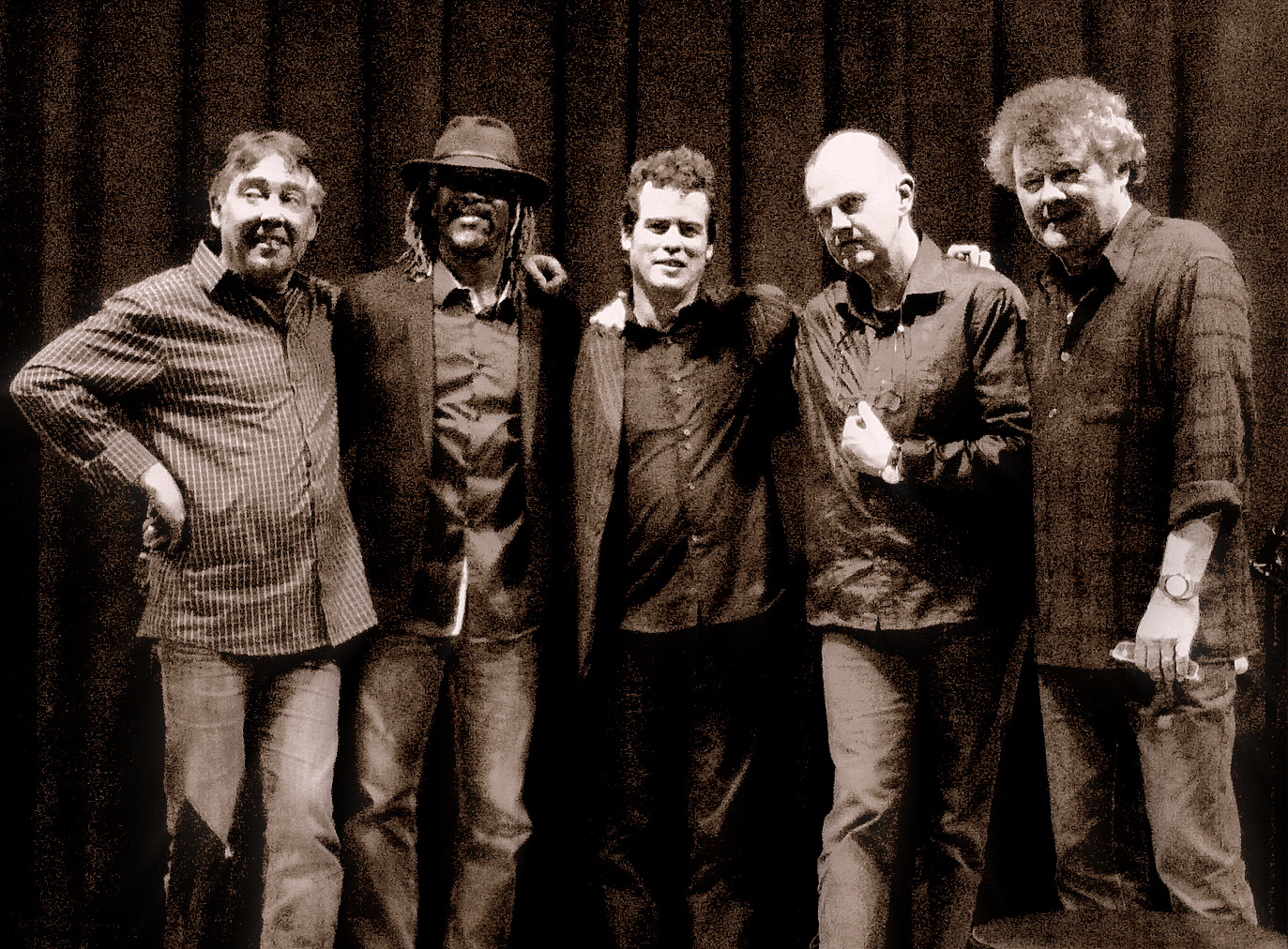
Loig Troël en 2015 avec Patrick Péron, Steven B Francis, Jacques Pellen et Bernard Le Dréau.

Loig Troël est un accordéoniste  et multi instrumentiste breton. Spécialiste de la danse bretonne, il interprète dans un premier temps à l'accordéon diatonique des airs traditionnels de Basse-Bretagne ou s'en inspire pour composer. Après de multiples collaborations et une vingtaine d'albums enregistrés, il sort en 2013 un album sous son propre nom, entouré de musiciens qui ont marqué son parcours musical.

## Biographie
Loig Troël démarre l'apprentissage de l'accordéon diatonique, son instrument de prédilection, dès l'âge de 4 ans. Parallèlement, il suit une formation de batteur (caisse claire écossaise) au sein de bagadoù. Loig pratique également le chant en breton au sein de l'école Skollig al Louarn (école buissonnière) et suit plusieurs stages avec Loeiz Ropars. Il se produit sur scène à l'accordéon diatonique dès l'âge de 8 ans dans les festoù-noz de la région brestoise. Très vite, vers 14 ans, il s'adonne à la composition de thèmes inspirés de cette musique. Durant cette période, il effectue plusieurs stages avec Alain Pennec, Yann-Fanch Perroches, Patrick Lefèvre ou encore Jacques Beauchamp.
En 1995, Loig Troël fonde le groupe Yod Kerc'h avec lequel il représentera la Bretagne lors du festival des cultures du monde de Martigues. Remarqué pour son talent de soliste, vainqueur du Kan Ar Bobl en 1996, il est embauché en tant qu'accompagnateur de chanteurs bretons de variété, comme Jean-Luc Roudaut ou Yvon Étienne, et arpente les studios d'enregistrements avec des musiciens comme Dan Ar Braz, Ronan Le Bars, Ludo Mesnil, Bernard Le Dréau, Jacky Molard, etc.
A l'adolescence il se passionne pour les claviers et la MAO (musique assistée par ordinateur).

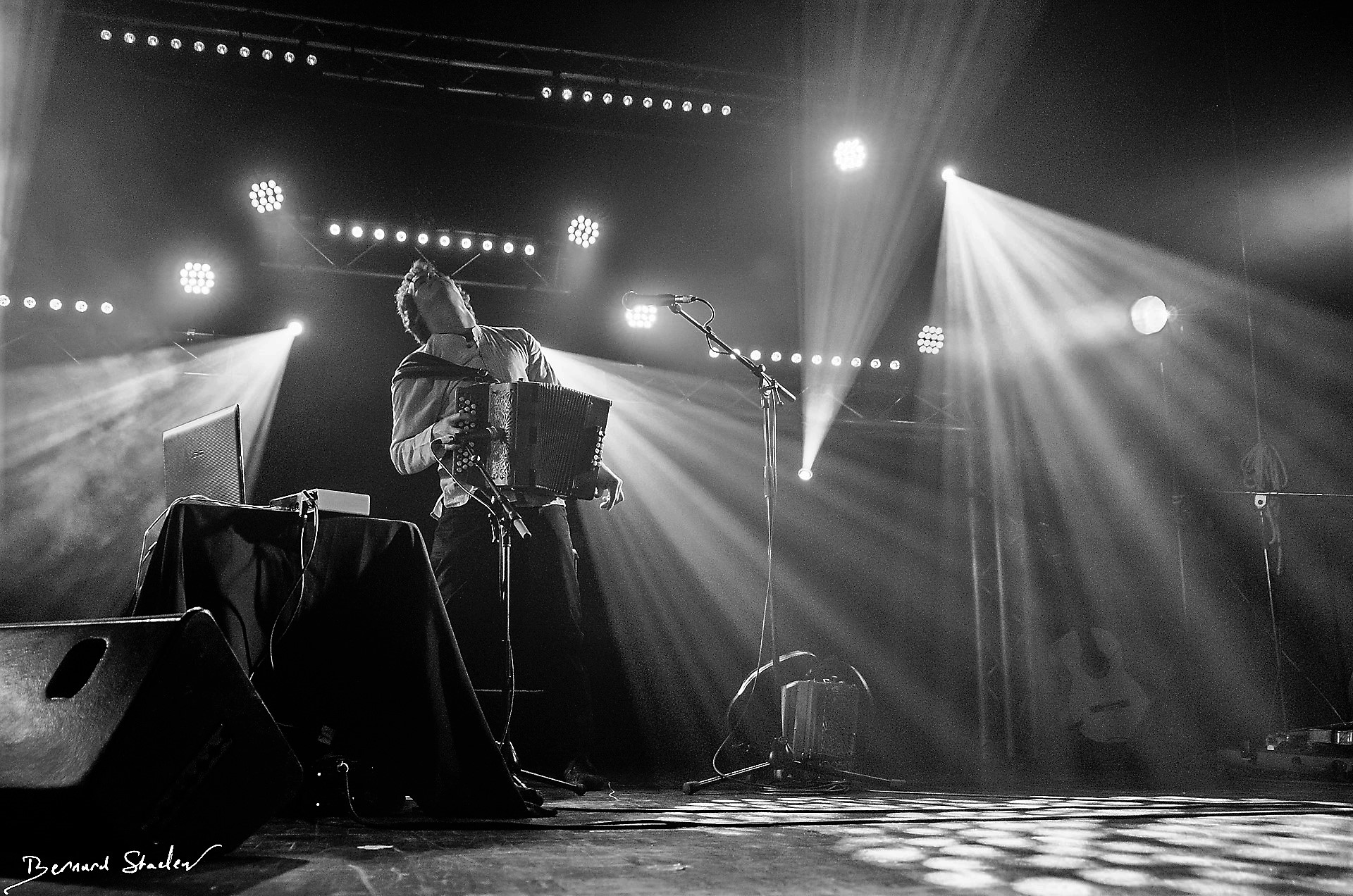
Loig Troël en 2015 au Cabaret Kerhore

En 1998, Loig devient professionnel et sillonne les routes de France et d'Europe avec le groupe Diwall. En mars 1999 il intègre le groupe mythique de musique à danser Skolvan, côtoyant ainsi de grands noms de la musique celtique comme Youenn Le Bihan, Gilles Le Bigot, Dominique Molard ou Gaby Kerdoncuff. Il quittera le groupe en 2009 après dix ans de tournées en Europe et deux albums enregistrés dont un double album Live in Italia enregistré en public à Crémone.

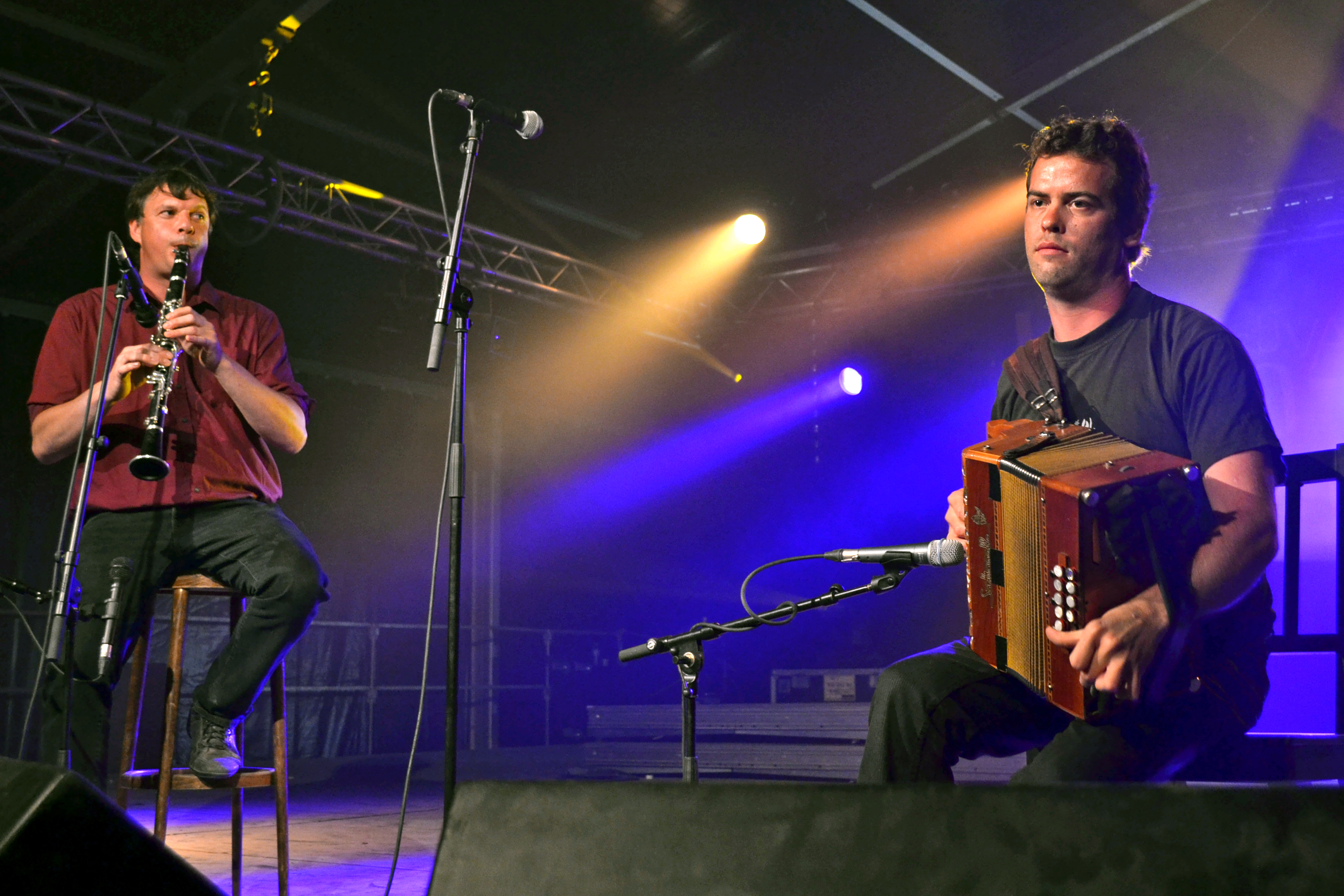
Duo avec le clarinettiste Franck Fagon

Se produisant en duo avec le clarinettiste Franck Fagon depuis 1998, il fonde le groupe Dizano trio. Avec le multi-instrumentiste Abalip et le percussionniste Herry Loquet, Loig fonde le groupe expérimental An Daou Zo tri. Ils sortent ensemble deux albums Danvez (1999) et C'hwezh an houarn (2002) fruit d'un long travail de studio et de recherches expérimentales.
Durant toutes ses années, Loig participe à plusieurs échanges musicaux surprenants liés aux différentes rencontres qu'il effectue dans les festivals ou lors de différentes soirées. De ces échanges, naissent différents duos comme avec le chanteur new-yorkais Steven B.Francis. L'année 2006 est marquée par la création d'un nouveau trio : Obis'trio avec Yvon Molard et Cédric Monjour avec lesquels il enregistre un album éponyme. Le trio devient quatuor en 2011, incluant le bassiste Tanguy Molard. Sur scène et en studio, il accompagne la harpiste Gwenaël Kerléo, notamment en duo sur l'album Pevar en 2009.
Lors de son spectacle « Loig Troël solo project », il retrace quinze années de compositions et de travail d'arrangements et de pratique de différents instruments (accordéon bien sûr mais aussi programmations, batterie, percussions, clavier). Fin 2013, Loig Troël sort son premier album solo intitulé Came from avec son propre sextet : Jacques Pellen (guitare), Patrick Péron (claviers), Bernard Le Dréau (saxophone soprane), Franck Fagon (clarinettes) et le chanteur américain Steven Barrington Francis. En 2018, il sort son deuxième album solo intitulé "Perspectives" invitant Franck Fagon et Manu Le Houezec. Depuis 2014, le groupe Diwall a repris la route et il tourne avec son quintet.
En décembre 2022, Loig Troël sort un nouvel album solo "Estrella" sur le thème des étoiles.

## Groupes
- Yod Kerc'h (1995/1997)

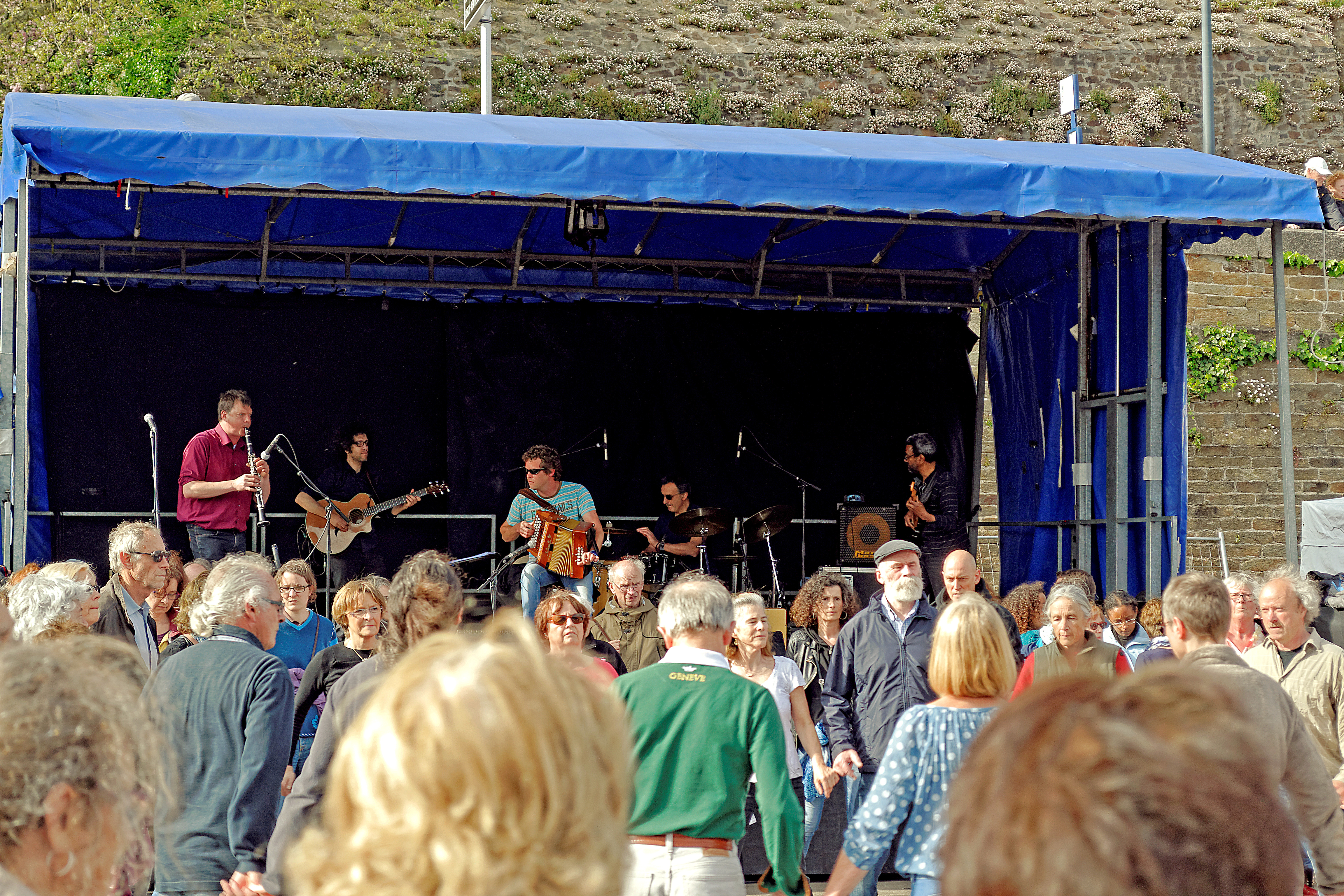
Fest-deiz avec Diwall en 2015.

- Bagad Landerne (1993 / 1997) comme batteur
- BCF (1997/1998)
- Jean-Luc Roudaut (1995 / 1998)
- Mitio (1998) avec Jean-Luc Roudaut et Yvon Etienne
- Diwall (1998) puis retour en 2014 avec Franck Fagon, Dom Bott, Nyf Lorec et Dom Duff (remplacé en 2014 par Ali Otmane)
- An Daou Zo tri (1997 / 2004) avec Abalip et Herri Loquet. Collaborations avec Zani Diabate, Soïg Sibéril, Ludo Mesnil, Yann Guirec Le Bars...etc
- Skolvan (1999 / 2009) avec Youenn Le Bihan, Gilles Le Bigot,Bernard Le Dréau et Dominique Molard
- Skolvan Big Band (2000) Skolvan + cuivres (Gaby Kerdoncuff, Jean-Philippe Le Coz, Jean-Pierre Le Dréau, Gildas Claquin, Guy Duverget)
- Loig Troël / Franck Fagon depuis 1997
- Dizano Trio (2004 / 2009) avec  Franck Fagon et Gilles Le Bigot
- Steven Barrington Francis / Loig Troël (2001/2006)
- Obis'trio puis Obis' (2006 / 2012) avec Yvon Molard, Cédric Monjour et Tanguy Molard.
- Gwenaël Kerléo en duo puis avec Patrick Langot, Kévin Camus, Yann Quefféléant, Yvon Molard, Shane Lestideau.
- Méal avec Fanch Fichou, Olivier Le Gallo, Yann Quefféléant et Muriel Quellen.
- Loig Troël Solo Project depuis 2010
- Loig Troël sextet avec Patrick Péron, Jacques Pellen, Bernard Le Dréau, Franck Fagon et Steven B.Francis
- THC avec Manu Le Houezec et Julien Cuvelier

### Tournées
- Bretagne : festival Interceltique de Lorient (1995, 1996, 1999, 2000, 2001, 2002, 2003, 2005, 2007) Vieilles Charrues (2009), tombées de la nuit (1999), Cornouailles (2000, 2003, 2006) festival Yaouank (2000), nuit du folk (2001), fêtes maritimes de Brest (1996, 2000, 2004) et Douarnenez (2008), Nuits celtes (2002), championnat des sonneurs...
- France : St Patrick à Bercy (2005), Cirque d'Hiver(1995), festival de Ris Orangis, Martigues (1996), Saint-Etienne, Lille, Strasbourg, Metz...
- Italie : Teatro Picollo (Milan) avec le Civica Jazz band (2004), Vérone, Bergame, Ostiano (enregistrement 2CD Skolvan) "Live in Italia", Ancona, Bari, Arezzo, château de Milan, Aoste, Clusone...
- USA : Chicago
- Russie : Kazan, Nijni Novgorod, Rostov / Don, Novossibirsk (2010)
- Pays-Bas : Amsterdam, Vlissingen, Leeuwarden, Leiden... (2004, 2006, 2008)
- Espagne : Ortiguera, Mieres, Lalin, Santander, Bilbao, Vigo, Saragosse...
- Belgique : Nuits Blanches Bruxelles, Anvers, Liege, Sant Niklaas, festival de Dranhouter, Boombal...
- Écosse : Festival Celtic Connections Glasgow
- Suisse : Sion, Corbeyrier, Monthey, Chateau D'Oex...
- Allemagne : Liepzig, Hunfeld...
- Pays de Galles : Caernarfon
- Luxembourg : Dudelange

## Discographie
- Loig Troël à la Manufacture de Morlaix septembre 20221995 : Jean-Luc Roudaut, Diroll

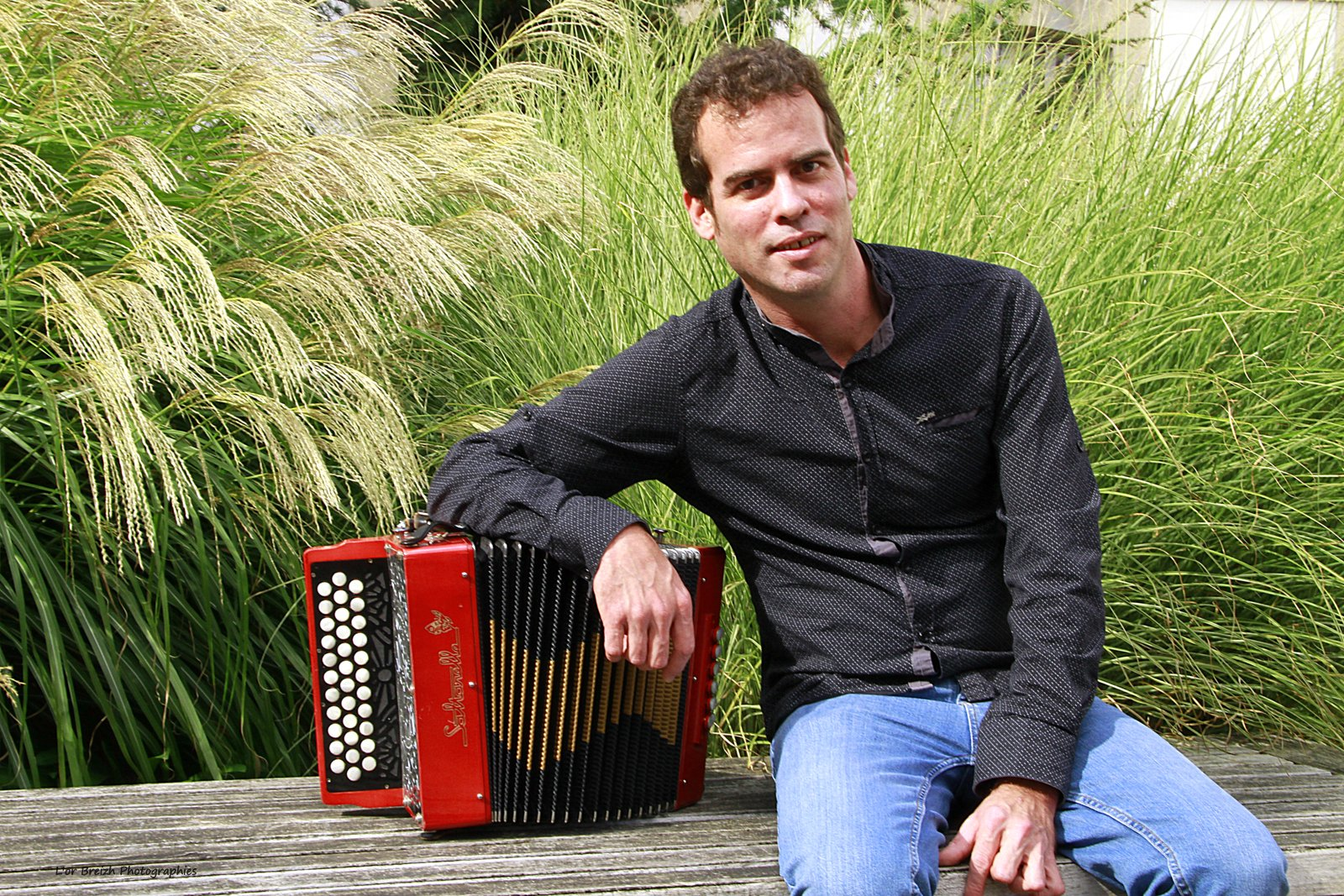
Loig Troël à la Manufacture de Morlaix septembre 2022

- 1995 : Yvon Étienne, Chansons trad pour demain
- 1996 : Jean-Luc Roudaut, Dihun'ta
- 1996 : Jean-Luc Roudaut et les enfants de Lanrivain, live
- 1997 : Jean-Luc Roudaut et Celestino Lopez, Elodie
- 1998 : Jean-Luc Roudaut et Ffran May, Stered Aour,
- 1998 : Jean-Luc Roudaut, Vague de lune
- 1998 : Drevan, Les mouettes ont pied (dir. artistique Dan Ar Braz)
- 1999 : Diwall, Setu ar vuhez
- 1999 : An Daou zo tri, Danvez
- 2000 : Skolvan, Changed n'eus en amzer (Keltia Musique) Grand prix du disque Produit en Bretagne
- 2002 : An Daou Zo tri, C'hwezh an houarn
- 2003 : Skolvan : Live in Italia (Keltia musique) double album live enregistré à Ostiano (Crémona)
- 2007 : Abalip et An daou zo tri, C'hwez an houarn
- 2008 : Obis’trio, Obis'trio (coprod. Kornog Audio)
- 2009 : Faou (autoproduction)
- 2009 : Gwenaël Kerléo, Pevar (Coop Breizh)
- 2010 : Gwenael Kerléo, Retour en terre celte (Coop Breizh)
- 2013 : Loig Troël, Came from (autoproduction) premier album solo
- 2015 : Ysa trio , Maouez an div zremm (Coop Breizh)
- 2016 : Ecole J. Cornec, J'ai les crocs. (Compositions et réalisation)
- 2018 : Loig Troël. , "Perspectives" (autoproduction)
- 2022 : Loig Troël "Estrella" (autoproduction)

### Compilations
- 20 ans de Diwan, 1998 (Coop Breizh)
- Étoiles celtiques 2 (Keltia Musique)
- Fest-noz (Keltia Musique)
- Anthologie de la musique bretonne (Coop Breizh)
- Complètement à L'Ouest Brest of, 2009
- La Musique bretonne pour les nuls, 2009 (Keltia Musique)
- Nouvelles vagues celtiques 2008 (SL Music/Coop Breizh) CD + DVD + livre